# Сара Дорон
Сара Дорон (лит. Sarah Doron, івр. שרה דורון, 20 травня 1922 — 3 листопада 2010) — ізраїльська політикиня.

## Біографія
Народилася у Каунасі в Литві, здійснила алію в Британський мандат у Палестині у 1933 році. Навчалася у старшій школі в Тель-Авіві. Пізніше була обрана до міської ради, де була головою комітету з муніципальної освіти.
Бувши головою Організації ліберальних жінок, у 1977 році була обрана у кнесет за списком партії Лікуд. У 1981 році обрана повторно. 5 липня 1983 Менахем Беґін призначив її Міністром без портфеля. Залишилася у кабміні, коли в жовтні 1983 року Іцхак Шамір сформував новий уряд.
Хоча Дорон зберегла за собою свою посаду на виборах 1984 року, вона не ввійшла до кабінету уряду національної єдності. Повторно обрана у 1988 році, однак утратила своє місце на виборах 1992-го.
Померла 2 листопада 2010 року у віці 88 років.